# 닉 지너

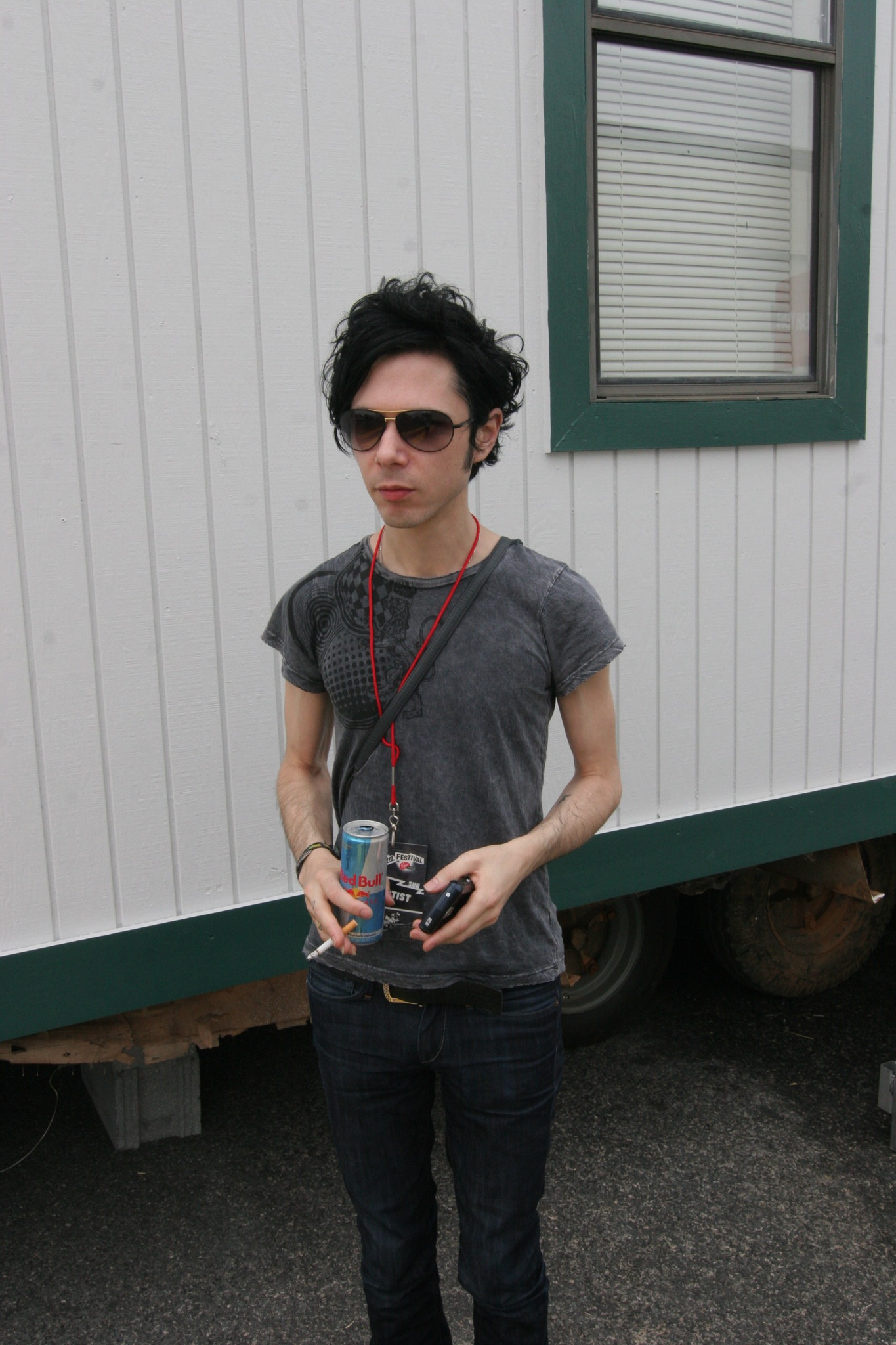

닉 지너(Nick Zinner, 1974년 12월 8일 ~ )는 뉴욕 출신의 록 밴드 예 예 예스의 기타리스트이다. 또한 사진작가로서 2004년 I hope you are all happy now라는 제목의 사진집을 내었다. 닉은 채식주의자이며 동물 인권 조직인 PETA의 회원이다. 예 예 예스외에도 헤드 운드 시티, 브라이트 아이즈에서도 활동하였다.